# Art Davis
Art Davis (Harrisburg, 5 de dezembro de 1934 — Long Beach, Califórnia, 29 de julho de 2007) foi um baixista de jazz estadunidense. Morreu de um ataque cardíaco em sua casa
Durante sua carreira, tocou com Gigi Gryce, Clark Terry, Quincy Jones, Ahmad Jamal, Count Basie, Lena Horne e de John Coltrane.